# Bachorowice
Bachorowice – część wsi Marcyporęba położona w województwie małopolskim, w powiecie wadowickim, w gminie Brzeźnica. Leży na Pogórzu Wielickim.
W latach 1975–1998 miejscowość należała do województwa bielskiego.
Sołectwo to stanowi przysiółek wsi Marcyporęba. Położone jest na grzbiecie wzgórza, stanowiącego około czterokilometrową odnogę Pasma Draboża.
W Bachorowicach rozciąga się zachodnie Pasmo Draboża, ze szczytami Niedźwiedzia Góra (423 m) i Trawna Góra (wschodnia – 426m, zachodnia – 418 m, Przełęcz Trawna – 393 m). Całe pasmo wieńczy wydatny grzbiet zwany Bochorzem lub Bachórzem. Południowo-zachodnia część sołectwa jest zalesiona. Na południowych zboczach Trawnej Góry bierze swój początek rzeka Brodawka, która za Brzeźnicą wpada do Wisły.
Pierwsza datowana wzmianka o wsi Bachorowice pochodzi z 1758 roku, a dotyczy sprzedaży tej osady.

## Zabytki
- Kamienna kapliczka z figurką Matki Bożej pochodzącej z XIX wieku;
- murowana kapliczka z wizerunkiem Matki Bożej i Serca Pana Jezusa.

## Szlaki turystyczne
- z Brzeźnicy przez Marcyporębę na Trawną Górę (421 m n.p.m.), Niedźwiedzią Górę (430 m n.p.m.), Draboż (435 m n.p.m.) – Przytkowice – Zebrzydowice-Kalwaria Zebrzydowska (22 km)
- z Marcyporęby – zachodni szczyt Trawnej Góry (410 m n.p.m.) – Dolina Brodawki – Moczurka (440 m n.p.m.), dalej  wiodący z Kalwarii Zebrzydowskiej do Wadowic (14 km)